# Götz von Götz
Götz Heinrich Albrecht von Götz (* 9. Februar 1881 in Brandenburg an der Havel; † 22. März 1954 in Magdeburg) war ein deutscher Verwaltungsbeamter.

## Leben
Seine Eltern waren der Offizier und Johanniterritter Georg von Götz-Hohenbocka und Luise Freiin von Schlotheim, Tochter der Ida Marie von Wolff und des Generals Ludwig Freiherr von Schlotheim. Götz von Götz selbst studierte an der Ruprecht-Karls-Universität Rechtswissenschaft. 1900 wurde er im Corps Vandalia Heidelberg recipiert. Nach dem Studium trat er in den preußischen Staatsdienst. 1908 legte er das Regierungsassessor-Examen bei der Regierung in Kassel ab. Nach Tätigkeiten als Regierungsassessor, unter anderem um 1910 in Geestemünde, war er 1916–1919 Landrat des Landkreises Waldenburg i. Schles. In der Folge war er als Regierungsrat zuletzt bei der Provinz Magdeburg tätig. Nach der Befreiung Magdeburgs von der NS-Diktatur durch US-amerikanische Truppen im Mai 1945 wurde Götz an Stelle des geflohenen Gauleiters Rudolf Jordan zum Oberpräsidenten der Provinz Magdeburg und zugleich zum Regierungspräsidenten des Regierungsbezirks Magdeburg ernannt. Nach Übergabe Magdeburgs an die sowjetische Militärverwaltung erfolgte die Zusammenlegung der Provinz Magdeburg mit der Provinz Halle-Merseburg und dem Land Anhalt zur neuen Provinz Sachsen. Götz trat alsbald in den Ruhestand. Bis zu seinem Tod lebte er als Regierungspräsident a. D. in Magdeburg.
Götz von Götz war mit Dorothea von Bischoffshausen verheiratet, ihr Sohn Lothar Heinrich von Götz starb 1941 als Leutnant. Der GFM Gerd von Rundstedt war sein Schwager, verheiratet mit Bila von Götz.